# Sint-Marcellinuskerk (Boekelo)
De Sint-Marcellinuskerk in de Overijsselse plaats Boekelo werd in de jaren 1929/1930 gebouwd voor de rooms-katholieke gemeenschap van Boekelo en omstreken.

## Beschrijving
De Marcellinuskerk in Boekelo werd in de jaren 1929/1930 gebouwd naar een ontwerp van de Enschedese architect Johannes Sluijmer. De architect verwerkte in zijn ontwerp enkele neo-gotische kenmerken als langwerpige vensters met spitsbogen. Er werd rekening gehouden met het feit dat de kerk in de toekomst uitgebreid zou moeten worden. Omdat de verwachte groei uitbleef werden deze plannen nooit gerealiseerd. De ruimte voor de kerk verwijst nog naar die oorspronkelijke bedoeling. In 1930 werd de kerk, gewijd aan Marcellinus van Deventer door de toenmalige aartsbisschop van Utrecht, Joannes Jansen, ingezegend. De kerk vormde vanaf 1930 tot 1965 het centrum van waaruit de jaarlijkse Marcellinusprocessie werd gehouden. Bij die processie in de maand juli werden een reliek en een beeld van Marcellinus uit de kerk meegedragen. In de hoogtijperiode namen zo'n drieduizend bedevaartgangers deel aan deze processie. In 1965 kwam er een einde aan dit gebruik.
In 2011 werd besloten dat de kerk per 1 januari 2013 zou worden afgestoten als religieus centrum. Er vond onderzoek plaats naar de wijze van herbestemming van het kerkgebouw, waarbij onder andere gedacht werd aan het vestigen van een mortuarium in het gebouw. Sinds 9 juli 2016 is het kerkgebouw in gebruik genomen als uitvaartcentrum. 